# Ellen Lupton
Ellen Lupton nasceu em 1963, na Filadélfia, Pensilvânia. Ela é designer, escritora, curadora, crítica, editora e educadora norte-americana. Conhecida por seu amor pela tipografia, Lupton é curadora sênior de design contemporâneo na Cooper Hewitt, Smithsonian Design Museum na cidade de Nova York e diretora fundadora do Graphic Design M.F.A. programa de graduação no Maryland Institute College of Art (MICA), onde também atua como diretora do Center for Design Thinking.

## Livros
Lupton Escreveu diversos livros influentes sobre a prática, história e teoria do design gráfico, entre eles:
- Mixing Messages (1996)
- Design Writing Research (1999)
- Thinking with Type: A Critical Guide for Designers, Writers, Editors, and Students (2004)
- Pensar com Tipos: Um guia para designers, escritores, editores e estudantes - Editora Cosac & Naify (2006)
- Novos Fundamentos do Design - Editora Cosac & Naify (2008)
- Design, Escrita, Pesquisa: A Escrita no Design Gráfico - Editora Bookman (2011)
- Tipos na tela - Editora GG Brasil (2014)
- Intuição, Ação, Criação - Graphic Design Thinking. - Editora GG Brasil (2016)
- ABC da Bauhaus, O: A Bauhaus e a teoria do design - Editora GG Brasil (2019)
- O design como storytelling - Editora GG Brasil (2020)

## Exibições
1992-2023
- Mechanical Brides: Homens e Maquinas, de Casa até o Escritório (Agosto 1993 – Janeiro 1994). Uma exibição sobre design e representação de objetos que foram o centro no local de trabalho das mulheres no século 20, incluindo o telefone, máquina de escrever, máquina de lavar e ferro elétrico. A exibição foi exibida em The Pacific Design em Los Angeles, Primavera 1994.
- Living with AIDS: Educação através do Design (Dezembro 1, 1993 – Janeiro 2, 1994). Uma pesquisa nacional de cartazes contemporâneos de AIDS dirigidos a diversos públicos, incluindo mulheres, crianças, pessoas de cor e homens heterossexuais e gays.
- Elaine Lustin Cohen, Modern Graphic Designer (Fevereiro 7- Maio 23, 1995). Exposição monográfica sobre Design Ativo nas décadas de 1950 e 1960.
- The Avant-Garde Letterhead. Primavera, 1996. Organizado pelo Nation Design Museum e apresentado por The National Headquarters of The American Institue of Graphic Arts em Nova York. Com co-curadoria Elaine Lustig Cohen.
- Design and Healing: Respostas Criativas para a Pandemia, 2021- 2023. Curada com MASS Design Group.